# Anke Baier
Anke Baier (n. 22 mai 1972, Eisenach, Republica Democrată Germană, Germania) este o sportivă ce a reprezentat Germania, medaliată olimpică. A participat la 3 ediții ale Jocurilor Olimpice (1992, 1994, 1998) în care a câștigat o medalie de argint.